# Wohn- und Wirtschaftsgebäude Birkenstraße 16
Das Wohn- und Wirtschaftsgebäude Birkenstraße 16 im niedersächsischen Elsfleth-Moorriem, Bauerschaft Neuenbrok/Oberhammelwarden, im Landkreis Wesermarsch, stammt aus der Mitte des 18. Jahrhunderts.

Aktuell (2023) wird es nicht genutzt.
Das Gebäude steht unter Denkmalschutz (siehe auch Liste der Baudenkmale in Elsfleth).

## Beschreibung
Das eingeschossige giebelständige Wohn- und Wirtschaftsgebäude als Zweiständer-Hallenhaus in Fachwerk mit Steinausfachungen, mit reetgedecktem, auf Knaggen an beiden Giebeln vorkragendem Krüppelwalmdach, mit Niedersachsengiebeln und Uhlenloch sowie der Grooten Door stammt von 1758 (Inschrift). Die Traufseiten wurden in Backstein erneuert. Das unsanierte Gebäude verfällt zunehmend und könnte bald abgängig sein (Stand 2022).

Das Gebäude steht oder stand auf einer Wurt.
Das Landesdenkmalamt befand: „geschichtliche Bedeutung … als beispielhaftes Fachwerkhallenhaus aus der Mitte des 18. Jhs.“